# Semiothisa fraserata
Semiothisa fraserata là một loài bướm đêm trong họ Geometridae.